# 흥덕초등학교 (경기)
흥덕초등학교는 대한민국 경기도 용인시에 있는 공립 초등학교이다.

## 학교 연혁
- 2009년 1월 2일 흥덕초등학교 6학급 설립인가
- 2009년 3월 1일 초대 백동석 교장 취임
- 2009년 3월 2일 초등학급 유치원1학급 편성
- 2009년 4월 9일 학교급식소 개관
- 2009년 5월 1일 개교 기념식
- 2012년 3월 1일 제2대 박기서 교장 부임
- 2013년 3월 1일 경기도 교육청 지정 창의지성학년 운영(1년)
- 2014년 2월 14일 제5회 졸업식(졸업생 135명)
- 2014년 3월 1일 초등 34학급, 특수1학급, 유치원2학급 편성
- 2014년 3월 1일 교육부 지정 디지털 교과서 연구 시범학교(2년)
- 2014년 3월 1일 경기도 교육청 지정 혁신학교 준비교(3년)
- 2015년 2월 13일 제6회 졸업식(졸업생 121명)
- 2015년 3월 1일 제3대 조용형 교장 부임
- 2015년 3월 1일 초등 36학급, 특수1학급, 유치원2학급 편성

## 참고 자료
- 흥덕초등학교 - 한국교육학술정보원 학교알리미